# José de Acosta
José de Acosta (Medina del Campo (Valladolid - Espanha), início de outubro de 1539 – Salamanca (Espanha), 15 de fevereiro de 1600) foi um jesuíta, poeta, cosmógrafo e historiador espanhol que foi para o Peru em 1571.

## Biografia
Nasceu em próspera família de comerciantes com ascendência judia, na qual nasceram nove filhos.
A partir de 1551, estudou no Colégio dos jesuítas em Medina del Campo.
Em 10 de setembro de 1552, ingressou em um noviciado da Companhia de Jesus em Salamanca.
Em 1559, quando tinha dezenove anos, ingressou na Universidade de Alcalá de Henares (Madri), onde estudou de teologia, direito canônico, direito civil, ciências naturais e história. Esses estudos duraram até 1567. Nessa época teve contato com obras escritas pelos dominicanos Francisco de Vitoria e Domingo de Soto. Também foi nesse Universidade, onde foi ordenado como sacerdote em 1566.[carece de fontes?]
Foi professor de teologia nos colégios dos jesuítas em Ocaña, entre 1567 e 1569, e em Plasencia, entre 1567 e 1571.
Antes de chegar à América, morou em outras cidades europeias, tais como: Salamanca, Coimbra, Valladolid, Segóvia e Roma.
No dia 8 de junho 1571, embarcou em Sanlúcar de Barrameda com destinho ao Vice-Reino do Peru.
Em 28 de abril de 1572, chegou à Lima.
Em 1573, foi nomeado como visitador de colégios, pelo Provincial Jerônimo Ruiz de Portillo, o que o levou a visitar, entre 1573 e 1578, diversas cidades, tais como: Cuzco, Arequipa, La Paz, Potosí, Sucre e Juli. Nessas visitas, pode compreender melhor as dificuldades para evangelizar os povos nativos.
Em 1575, foi nomeado como Reitor do Colégio Jesuíta em Lima (Colegio San Pablo).
Entre 1576 e 1581, foi Provincial da Companhia de Jesus no Vice-Reino do Peru. Ainda no início de 1576, convocou uma Congregação Provincial, na qual foram debatidos métodos de evangelização dos nativos, tais como doutrinas, missões populares que partiriam das cidades onde residiam jesuítas, colégios para filhos de caciques. Nessa oportunidade foram utilizadas ideias já presentes na versão manuscrita de "Procuranda indorum salute".
Nessa época, também:
1. defendeu a continuidade dos trabalhos de evangelização dos jesuítas em Juli, que foi a experiência pioneira para a fundação das diversas reduções jesuíticas nas Américas; e
2. em 7 de março de 1577, enviou uma carta à Felipe II, na qual responsabilizava o Vice-Rei Francisco de Toledo de, por meio de tributos elevados, empobrecer as comunidades nativas e, desse modo, provocar o êxodo de populações nativas para regiões remotas

Em 1583, fundou o Seminário de San Martín e Participou do III Concílio de Lima.
Foi influenciado pela obra: "De unico vocationis modo omnium gentium ad veram religionem", escrita entre 1536 e 1537, pelo dominicano Bartolomé de Las Casas.
A partir de 1580 passou a apresentar problemas de saúde e solicitou seu retorno à Espanha, o que somente ocorreria no final de maio de 1586, quando foi enviado para o México, de onde embarcou, em março de 1587, em direção à Espanha, onde chegou em setembro.
Após o retorno, foi designado como visitador das províncias de Aragão e Andaluzia.
Em 1588, foi o primeiro jesuíta que ensinou teologia na Universidade de Salamanca e em 1598, foi designado como o Reitor do Colégio dos jesuítas em Salamanca.
Em janeiro de 1592, foi nomeado como superior da residência jesuítica em Valladolid.
Durante a V Congregação Geral da Companhia de Jesus, que teve início em 3 novembro 1593 e se encerrou em 18 de janeiro de 1594, foi um dos poucos que votou contra um Decreto que proibia o ingresso de cristãos novos de origem judaica ou muçulmana na Companhia de Jesus.
Em 1595, retornou à Salamanca.
Em 1597, foi nomeado como reitor da Universidade de Salamanca e pouco depois como consultor na província jesuítica que abrangia aquela cidade.

## Congregação Provincial de 1576
Essa Congregação:
- destacou a importância de escrever gramáticas para facilitar o aprendizado de quéchua e aimará, além de escrever obras de doutrinação religiosa nessas línguas nativas, sendo que Alonso de Barzana foi o escolhido para comandar essa a execução desses objetivos;
- aprovou a instalação da redução jesuítica em Juli, que seria marcada por seu pioneirismo.[2]

## Participação no III Concílio de Lima
Esteve presente como teólogo no III Concílio de Lima, realizado entre 1582 e 1583, e participou da redação dos decretos aprovados nesse Concílio. Na ocasião defendeu a ordenação sacerdotal de mestiços, que devido ao seu conhecimento de línguas nativas seriam muito úteis para a evangelização dos povos nativos. Foi escolhido para redigir, em espanhol, textos simplificados sobre a doutrina cristã e uma versão simplificada do catecismo que seriam traduzidos para línguas nativas e utilizados para a evangelização dos povos nativos.
Esse catecismo, foi o primeiro livro editado na América Espanhola, em 1584.
As deliberações desse Concílio foram questionadas por algumas autoridades, encomenderos e parte do clero do Vice-Reino do Peru. Nesse contexto, Toríbio de Mogrovejo, arcebispo de Lima, encarregou Acosta de obter apoio do Rei Felipe II e do Papa. Após obter a aprovação do Rei, Acosta viajou para o Vaticano, no verão de 1588, para obter a aprovação do Papa Sisto V.

## De Procuranda Indorum Salute
A obra "De Procuranda Indorum Salute" ("Para garantir a segurança dos índios") foi escrita em Lima no ano de 1576 e publicado em Salamanca em 1588.
Essa obra apresenta uma proposta de como os soldados e missionários espanhóis deveriam se relacionar com os povos nativos, de modo mais favorável aos interesses da Igreja Católica e do Império Espanhol naquela época. Portanto, a obra buscava orientar e justificar o modo como os missionários deviam proceder nas pregações do catolicismo entre as populações indígenas. Dentre os temas tratados nessa obra, podem-se citar:
- a. O antigo e apostólico método de evangelizar não pode ser exatamente aplicado aos bárbaros;
- b. Por que os pregadores de Cristo não fazem milagres agora como outrora na pregação dos gentios;
- c. Também o pouco mérito dos pregadores deve ser atribuído como parte da escassez de sinais;
- d. Da pregação entre os que já receberam a fé;
- e. Das expedições necessárias para pregar o Evangelho aos bárbaros;
- f. Com que direito podem os cristãos fazer expedições nos reinos dos bárbaros;
- g. O que é lícito aos cristãos nas terras dos bárbaros;
- h. Quando é lícito fazer guerras aos infiéis;
- i. Deveres do pregador evangélico com seus companheiros de viagem;
- j. Como deve agir o servo de Cristo na conversão dos infiéis;
- l. Três impedimentos que estorvam muito a conversão dos gentios.</ref>

Trata-se do primeiro livro escrito por um jesuíta na América Espanhola. Contém uma reflexão sistemática sobre os problemas de evangelização dos povos nativos, que se opõe ao método de destruição de ídolos e supressão dos antigos ritos, propondo a manutenção daquilo que é aproveitável nas culturas nativas (inculturação).

## A História Natural y Moral de las Índias
"A História Natural y Moral de las Índias" foi publicada em Sevilha em 1590, como um tratado com sete livros, sendo os quatro primeiros dedicados à "história natural" e os três últimos à "história moral". Essa obra, que atraiu muito interesse por conter preciosas descrições do "Novo Mundo" e, por isso, teve publicações em diversos países; também descreveu a doença que tem o seu nome (Doença de Acosta).
Foi uma ampliação de sua obra anterior, denominada como: "De natura orbis", escrita em latim, contém diversos elementos tais como:
- Descrição do clima, vulcões, terremotos, minerais, plantas e animais, o que incluía, inclusive um esboço de uma "teoría da evolução";
- Descrição do método de beneficiamento da prata por meio do mercúrio, utilizado nas minas de Potosí;
- Estudo das culturas incaica e azteca;
- Teorias sobre a origem dos povos nativos da América e sobre sua evolução cultural, defendendo que se tratavam de seres humanos que deveriam ser incorporados à cristandade.[2]

## Legado

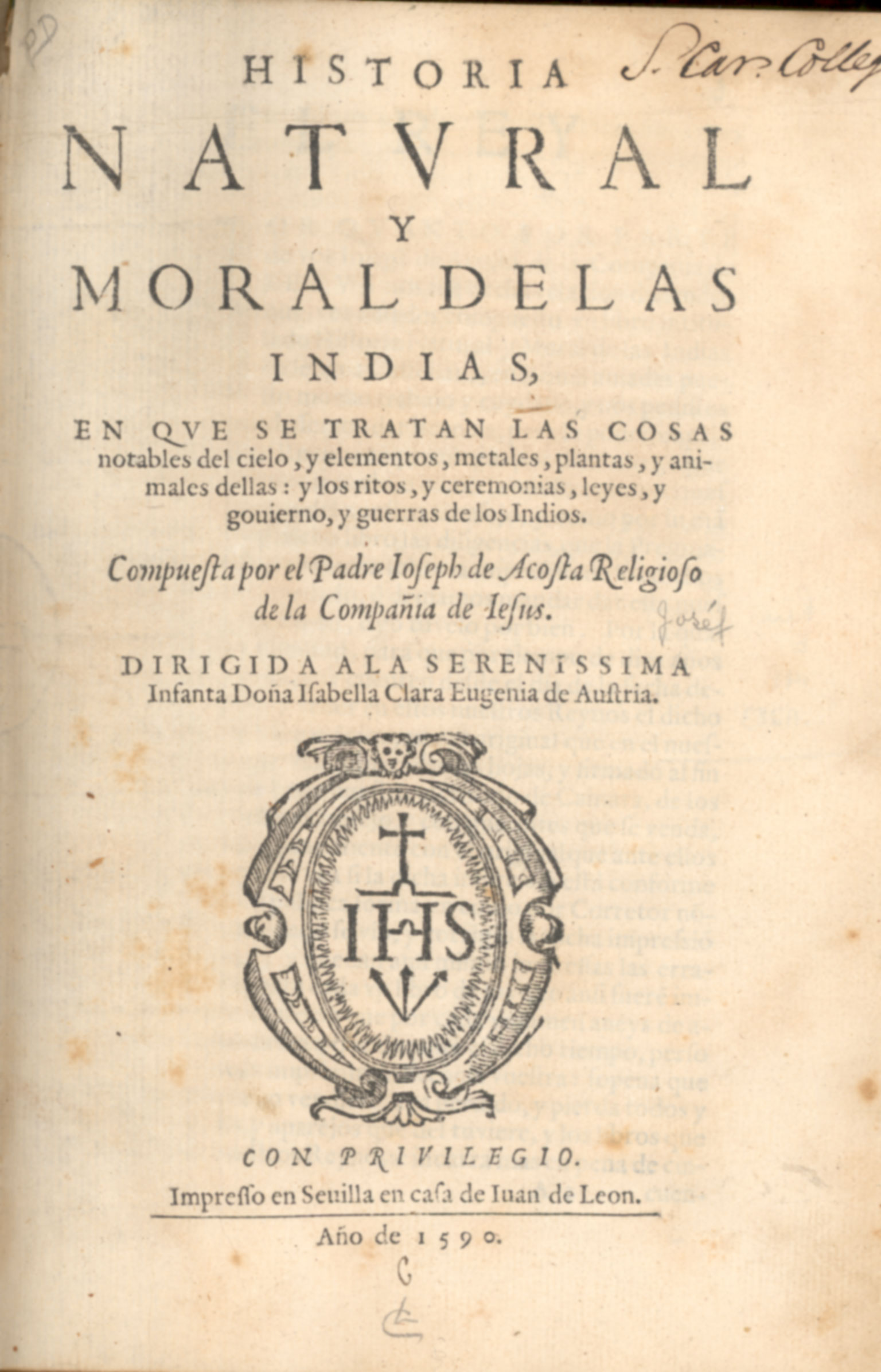
Historia natural y moral de las Indias

Entendia que o trabalho de evangelização dos povos nativos deveria considerar as condições de possibilidades: ou seja, levar em conta: as condições de seu tempo, de sua educação e circunstâncias pessoais. Desse modo, ele entendia que:
| “ | (...) é preciso pregar o Evangelho a todos os povos segundo o preceito e pregação do Salvador, e não há nenhuma porção de homens que o sumo Criador tenha deixado irremediável, segue-se que se há de utilizar algum novo método de evangelizar e que também seja adaptado ao novo gênero de homens. | ” |

| “ | Onde Cristo ainda não foi anunciado demonstramos suficientemente como creio, o dever que há de continuar com esse método apostólico de evangelizar como sendo o melhor de todos. Mas quando pela adversidade da terra ou maldade dos homens não se consegue tanto, ao menos se deve aspirar a ele e procurar imitá-lo na medida do possível. | ” |

Por outro lado, entendia que certas circunstâncias exigiam a presença de soldados para a proteção dos missionários:
| “ | Convém, portanto, que com os soldados que vão equiparados com as provisões necessárias para a vida em entradas tão longas e perigosas, vão os pregadores da vida eterna, que militam sob a bandeira de Cristo, para resgatar da tirania de satanás as almas conquistadas para Deus. Não somente a razão mas também a própria experiência comprovada por longo uso demonstraram que é preciso esta união de soldado e missionário. Pois se há alguma esperança de salvação dos bárbaros, certamente está neste tipo de expedições. | ” |

Além disso, afirmava que em determinadas circunstâncias dariam fundamento à "guerra justa" contra as populações nativas:
| “ | Se os bárbaros, como muitas vezes costumam, sem terem recebido injúria, mas terem sido tratado humana e generosamente, persistem em prejudicar os nossos ou, faltando a sua palavra, planejam nossa morte, procuram derrubar nossos fortes, arrasar campos, destruir colheitas, incendiar navios, roubam dolosamente ou se negam a dar alimento ou tentam qualquer outro tipo de injúria, não só será lícito aos nossos se defenderem e protegerem, mas também ressarcir-se desses danos e vingar a afronta recebida e, se for preciso, agir com energia e reivindicar seu direito à guerra. Porque definimos como causa justa de guerra quando, tendo sofrido injúria, o príncipe empunha armas. | ” |

.

### Obras
- "Carta Anua de 1576";
- "Carta Anua de 1578";
- "Doctrina Christiana y Catecismo para instrucción de indios… con un Confesionario", ed. trilingue (Lima 1584);
- "Confesionario para los Curas de Indios", ed. trilingue (Lima, 1585);
- "Tercer Catecismo. Exposición de la Doctrina Christiana por sermones", ed. trilingue (Lima, 1585);
- "Peregrinación de Bartolomé Lorenzo antes de entrar en la Compañía";
- "De Procuranda Indorum Salute"[8] ("Para garantir a segurança dos índios", escrito em Lima no ano de 1576 e publicado em Salamanca em 1589);
- "Historia natural y moral de las Indias" (Sevilha, 1590);
- "De Christo revelato" (Roma, 1590);
- "De temporibus novissimis" (Roma, 1590);
- "Concilium Provinciale Limense" (Madri, 1590);
- "Diario de la embajada a Roma" (1592);
- "Memorial de apología o descargo dirigido a Clemente VIII";
- "Tres memoriales inéditos presentados a Clemente VIII por Acosta sobre temas americanos";
- "Ciropedia o Crianza del rey Ciro";
- "Conciones in Quadragesimam" (Salamanca, 1596);
- "Conciones de Adventu" (Salamanca, 1597);
- "Tomus tertius Concionum" (Salamanca, 1599);
- "In Psalmos David, 1-100" (1598-1600);
- "Catecismo en la lengua española y en la aymara del Perú".[2]